# Earthship
Земной корабль (англ. Earthship) — разновидность солнечного пассивного дома, сделанного с использованием натуральных и вторичных материалов, например заполненных землёй использованных покрышек. Концепция предложена архитектором Майклом Рейнольдсом.
Концепт предполагает использование следующих 6 вещей:
1. Термальный/солнечный нагрев/охлажение
2. Энергия солнца и ветра
3. Собственная система канализационной очистки
4. Строительство из натуральных и вторичных материалов
5. Сбор и длительное хранение воды
6. Производство части еды для внутреннего потребления

Дом рассчитан на эксплуатацию без коммунальных сетей и услуг, а также топлива. При строительстве используется тепловой аккумулятор и естественная вентиляция для регулировки температуры. Конструкция максимально упрощена, чтобы люди без строительных навыков могли легко с ней справиться.